# Mateus 17

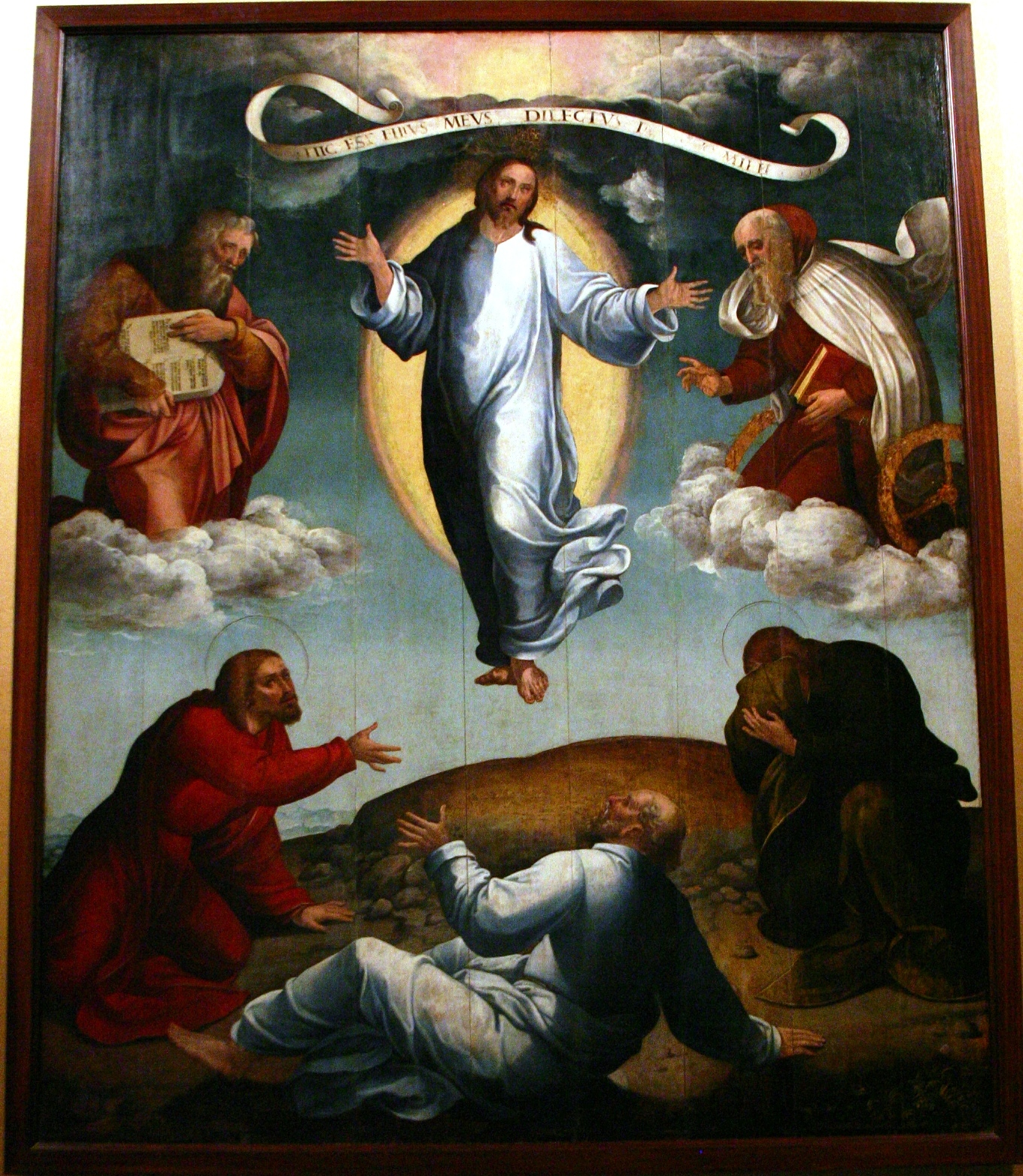
Transfiguração de Jesus, um dos episódios mais importantes do Novo Testamento, é relatado em Mateus 17.
Séc. XVI. Atualmente no Museu Nacional de Arte Antiga, em Lisboa.

Mateus 17 é o décimo-sétimo capítulo do Evangelho de Mateus no Novo Testamento da Bíblia e narra os eventos do ministério de Jesus na Pereia, já durante sua viagem final para Jerusalém. 

## Transfiguração
(Mateus 17:1–13)
Este episódio, no qual Jesus é transfigurado e se torna "radiante" no alto de uma montanha, ocorre nos três evangelhos sinóticos (Mateus 17:1–13, Marcos 9:1–8 e Lucas 9:28–36). Nestes relatos, Jesus e três de seus apóstolos (Pedro, Tiago e João) vão para uma montanha (conhecida como Monte da Transfiguração). Lá, Jesus começa a brilhar e os profetas Moisés e Elias aparecem ao seu lado, conversando com ele. Jesus é então chamado de "Filho" por uma voz no céu - presumivelmente Deus Pai - como já ocorrera antes no seu batismo.
No final do relato, Jesus pede novamente que os discípulos guardem segredo do que viram. Eles, em dúvida, perguntaram por que as profecias falam que "Elias deve vir primeiro". A resposta de Jesus foi: «Declaro-vos, porém, que Elias já veio, e não o conheceram, antes fizeram-lhe tudo quanto quiseram. Assim também o Filho do homem há de padecer às suas mãos.» (Mateus 17:12).
Segundo Mateus, só então os discípulos entenderam que Jesus falava de João Batista.

## Exorcismo do garoto
(Mateus 17:14–21)
Logo em seguida, Mateus relata um milagre realizado por Jesus que também ocorre nos três evangelhos sinóticos: Marcos 9 (Marcos 9:14–29), Mateus 17:14–21 e Lucas 9 (Lucas 9:37–49). Depois que os discípulos fracassam em conseguir curar um garoto "epilético", Jesus novamente reclama da "geração incrédula" e pede-lhes que tragam o garoto, que é exorcizado e curado. Quando os discípulos, depois, lhe perguntam por que fracassaram, a resposta de Jesus foi contundente: «Por causa da vossa pouca fé. Pois em verdade vos digo que se tiverdes fé como um grão de mostarda, direis a este monte: Passa daqui para acolá, e ele passará. Nada vos será impossível.» (Mateus 17:20)

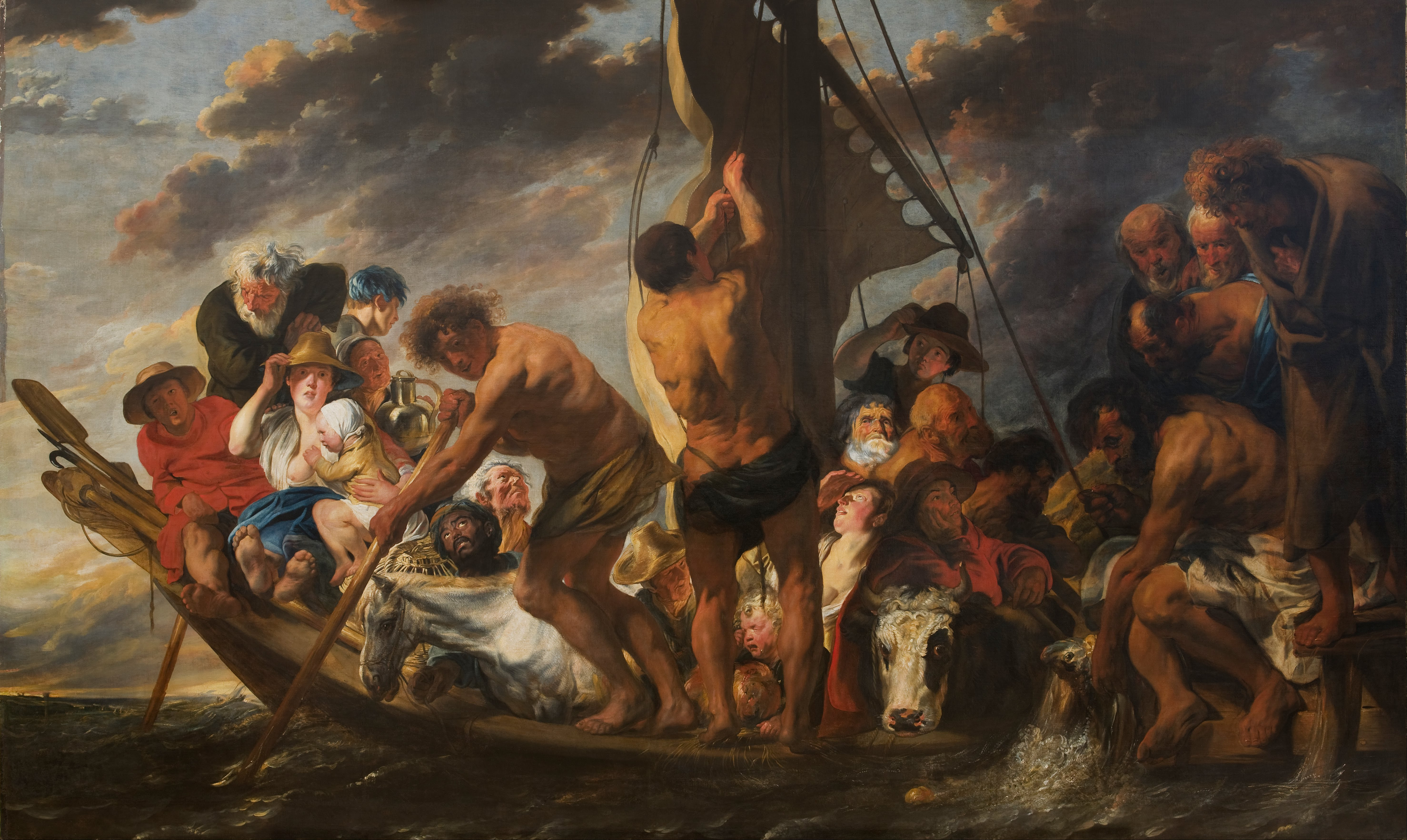
"Pedro encontrando a moeda de prata", um dos milagres de Jesus neste capítulo.
De 1616 a 1634. Por Jacob Jordaens, atualmente no Museu Nacional de Arte da Dinamarca.

### Versículo 21
O versículo 21 de Mateus 17 ("{Mas esta casta de demônios não se expele senão à força de oração e de jejum.}") não aparece em todas as traduções da Bíblia para o português ou, quando aparece, está entre chaves (como em Mateus 17:21 na Tradução Brasileira da Bíblia) ou marcado por uma nota de rodapé. O motivo é que acredita-se que seja uma duplicação de Marcos 9:29.

## Jesus profetiza sua morte
(Mateus 17:22–23)
Esta é a segunda vez que Jesus profetiza sua própria morte (a primeira foi no capítulo anterior). O relato aparece também em Marcos 9 (Marcos 9:30–32):
| “ | «Enquanto eles se reuniam na Galiléia, disse-lhes Jesus: O Filho do homem há de ser entregue às mãos dos homens; Tirar-lhe-ão a vida, e ele ao terceiro dia ressuscitará. Os discípulos entristeceram-se em extremo.» (Mateus 17:22–23) | ” |

## Moeda na boca do peixe
Este é um milagre de Jesus que aparece apenas no relato de Mateus (Mateus 17:24–27). Já em Cafarnaum, Jesus pede a Pedro que lance seu anzol e abra a boca do primeiro peixe que pescar, pois lá estará um estáter, suficiente para pagar o imposto lhes era cobrado pela passagem.

## Manuscritos
- Papiro 44 - versículos 17:1-3; 6-7